# Europäische Buddhistische Union
Die Europäische Buddhistische Union (European Buddhist Union, EBU) wurde 1975 in Paris gegründet als Dachorganisation nationaler buddhistischer Organisationen, später auch anderer buddhistischer Organisationen, Zentren und Gruppen in Europa. Sie ist gemäß ihrem Statut offen für Buddhisten aller Schulen und Traditionen. Ihr prinzipielles Ziel ist die Ermöglichung der freundschaftlichen Zusammenarbeit zwischen buddhistischen Organisationen in Europa, die Förderung von Treffen und Kontakten zwischen den Mitgliedern. So versucht die EBU den natürlichen Wachstumsprozess des Buddhismus in Europa zu fördern.

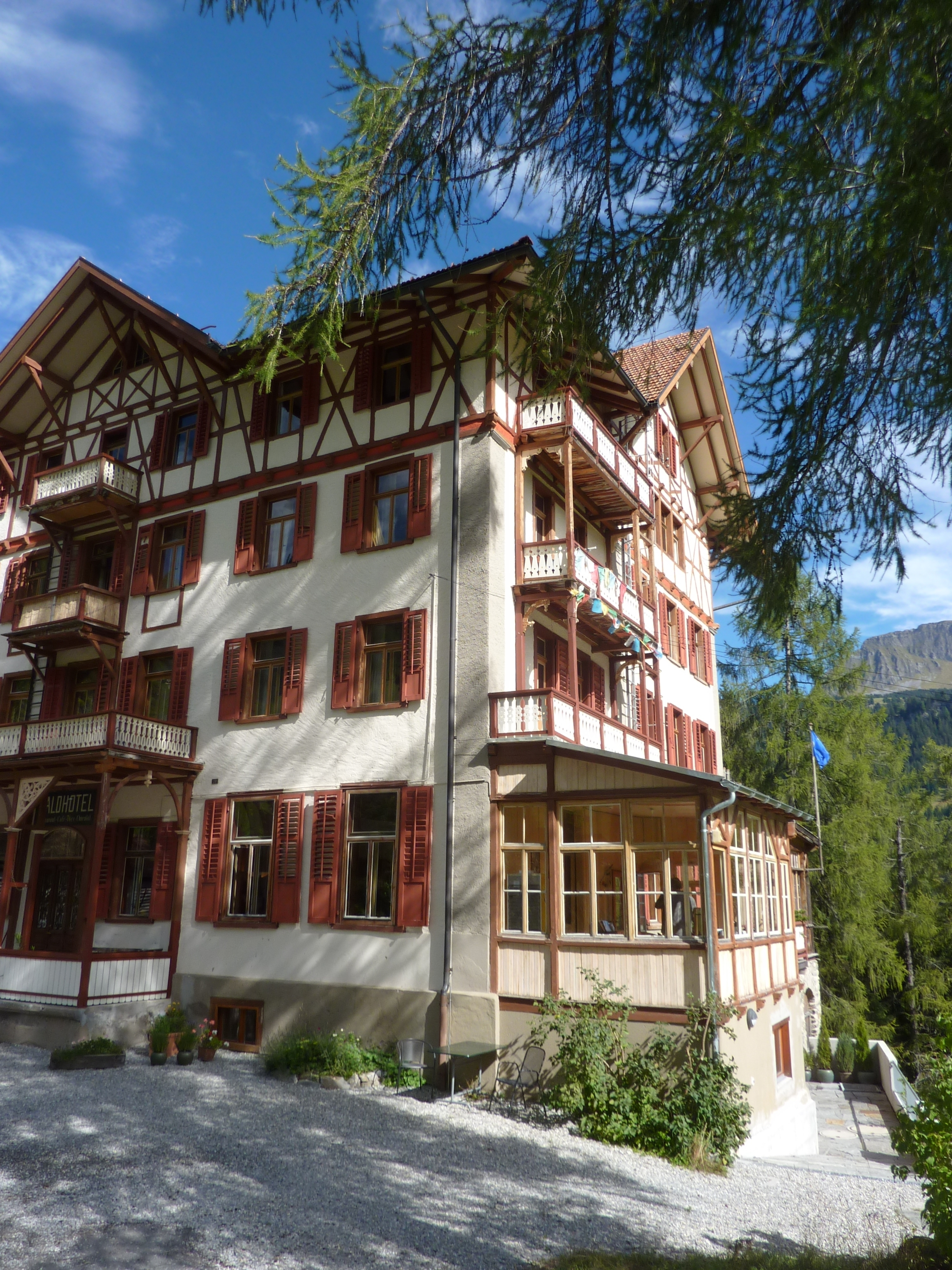
Ganden Chökhor, Tagungsort 2012

Unter den knapp 50 Mitgliedsorganisationen aus 16 Staaten befinden sich die Deutsche Buddhistische Union, die Österreichische Buddhistische Religionsgesellschaft und die Schweizerische Buddhistische Union.
Baumann zufolge sind Organisationen, die buddhistische Immigranten in Europa vertreten, nicht Mitglieder der EBU. Obwohl einige Organisationen buddhistischer Migranten auf nationaler Ebene Mitglied in buddhistischen Dachorganisationen sind, kommt Baumann zu dem Schluss, dass die EBU beinahe ausschließlich konvertierte Buddhisten vertritt.
Zu den Jahrestreffen (Annual General Meeting) der EBU kommen üblicherweise Delegierte aus 15–20 europäischen Ländern zusammen, um Gedankenaustausch zu pflegen, von den Erfahrungen anderer zu lernen, die Zusammenarbeit zwischen den buddhistischen Gruppen in Europa zu fördern und spezielle Projekte ins Leben zu rufen.
Die EBU repräsentiert die europäischen Buddhisten gegenüber anderen buddhistischen und nicht-buddhistischen Organisationen wie dem Europarat (dort Status einer NGO), dem Europäischen Parlament und Organisationen des interreligiösen Dialogs.

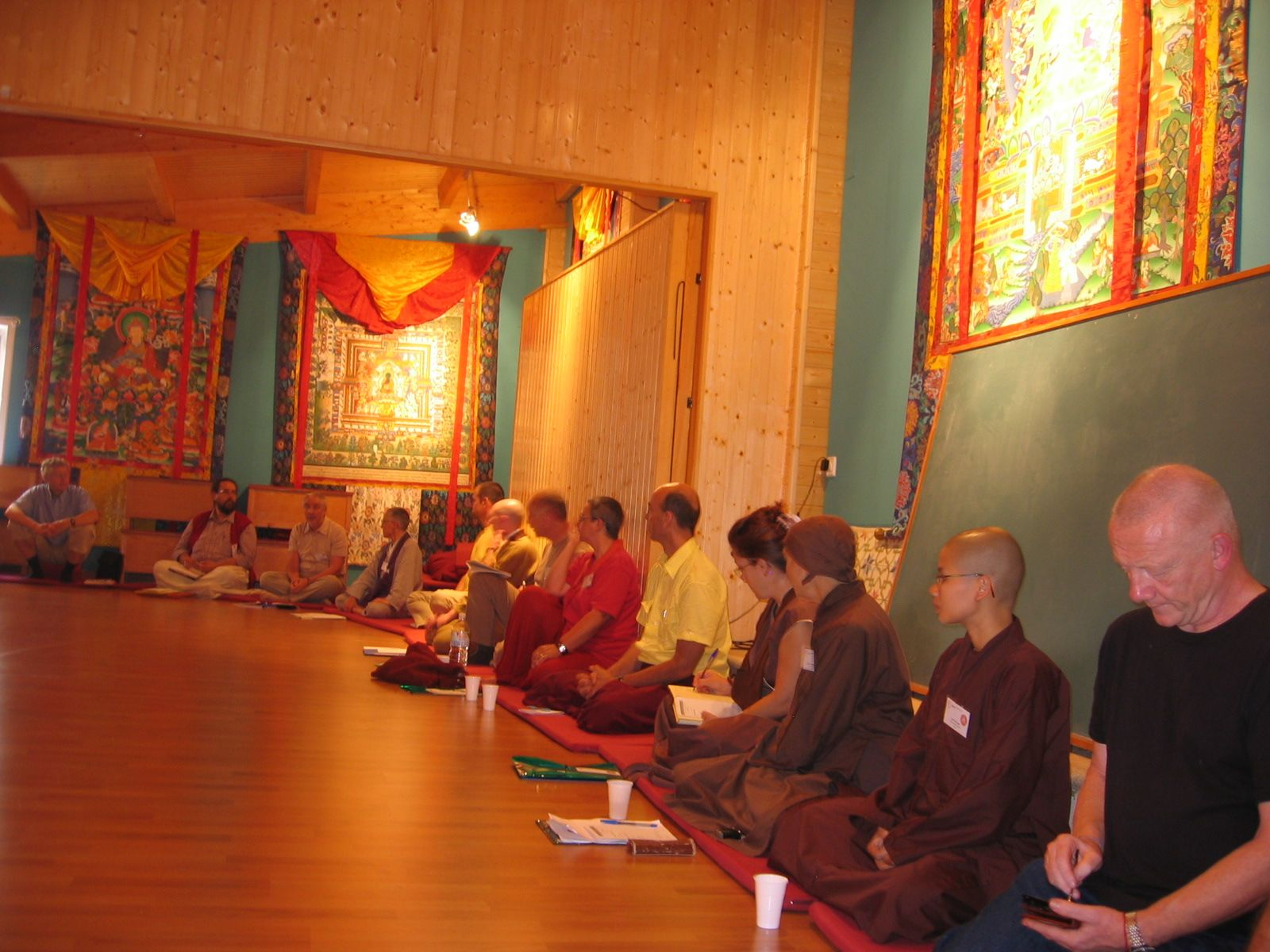
Jahrestagung 2006, Plenum

## Jahrestagungen und Kongresse
Neben den Jahrestagungen veranstaltet die Organisation in größeren Abständen internationale Kongresse (Paris 1979, Turin 1984, Paris 1988, Berlin 1992, Paris 2000). Der Kongress in Berlin 1992 unter dem Titel „Einheit in der Vielfalt“ war die größte Europäische Konferenz von Buddhisten bis dato. Es kamen mehr als 2000 Besucher.

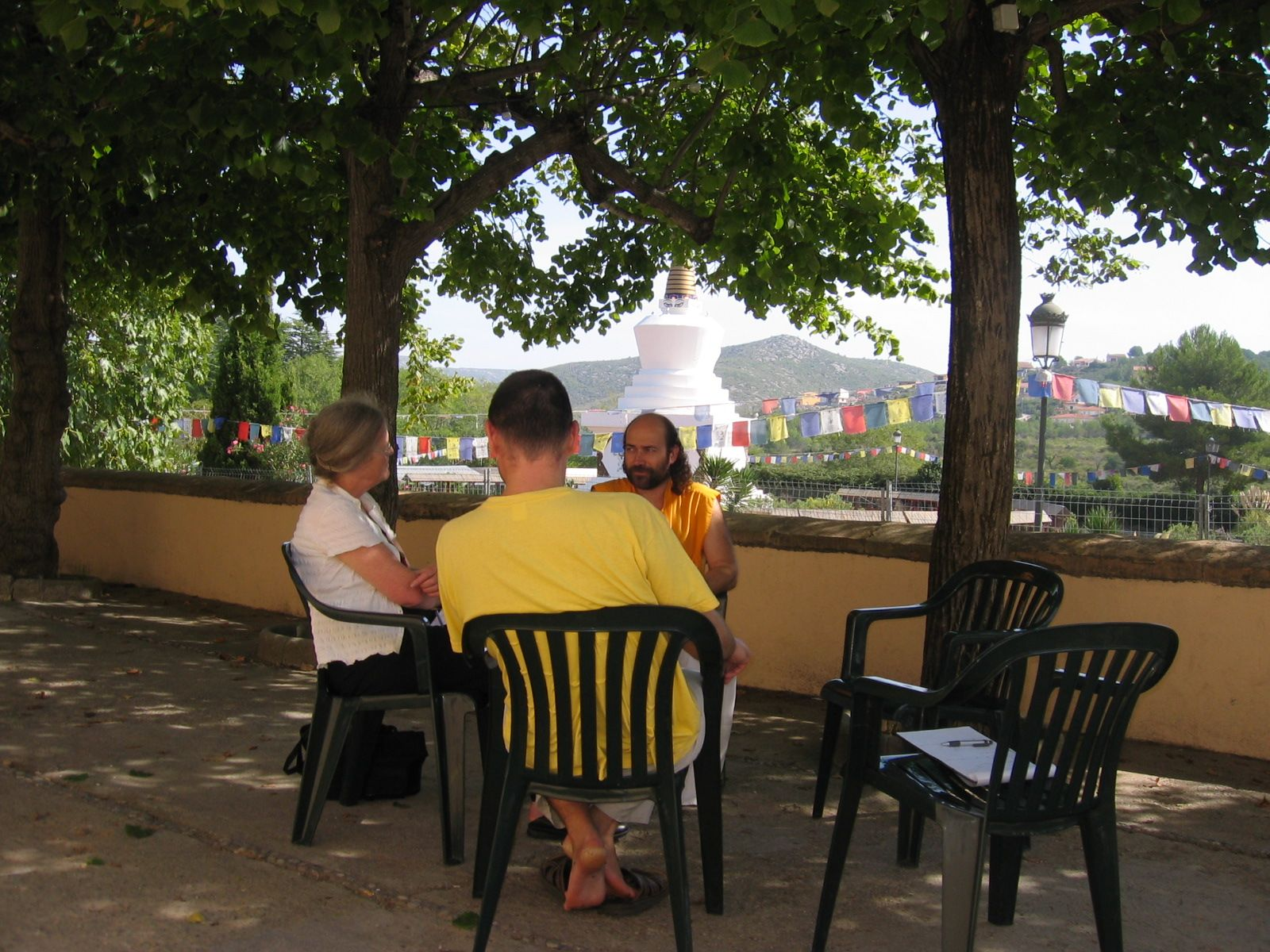
Jahrestagung 2006, Arbeitsgruppe

Wie jedes dritte Jahr wurde 2014 in Hamburg ein neues Leitungsgremium gewählt. Als Präsident der EBU wurde der Brite Jamie Cresswell wiedergewählt.